# Arbeidsverbod voor gehuwde vrouwen
Onder het arbeidsverbod voor gehuwde vrouwen worden wettelijke regels verstaan die met name gehuwde vrouwen verbieden om te werken. Deze wettelijke regels bestonden in Nederland tot 1 januari 1958. 

## Achtergrond
Aan het einde van de negentiende en het begin van de twintigste eeuw werden in Nederland vrouwen steeds meer uitgesloten van bepaalde beroepen en van het werken in bepaalde sectoren van de arbeidsmarkt. Door de eeuwen heen was het gebruikelijk dat vrouwen werkten, al besteedden zij van oudsher meer tijd aan huishouden en gezin. Onder invloed van industrialisatie, verzuiling en de populariteit van het kostwinnersmodel, werd het idee van een werkende vrouw echter steeds meer als ongepast gezien.
Vanaf 1900 deden confessionele politici voorstellen om het werken van getrouwde vrouwen als onderwijzeres of ambtenares te verbieden, maar dit lukte niet doordat het tegen werd gehouden door de liberalen.
Op 13 maart 1924 werd een koninklijk besluit uitgevaardigd dat alle vrouwen jonger dan 45 die in overheidsdienst waren "eervol" ontslagen dienden te worden op de dag na hun huwelijk.  In 1925 nam de Tweede Kamer tijdens het Kabinet-Ruijs de Beerenbrouck II een wet aan waarmee het gemeenteraden mogelijk werd gemaakt om onderwijzeressen jonger dan 45 jaar te ontslaan als zij in het huwelijk traden. De socialistische politica Carry Pothuis-Smit heeft zich in de Eerste Kamer verzet tegen het ontslag van gehuwde onderwijzeressen. 
Het lukte niet om dit soort beperkingen ook door te voeren voor het bedrijfsleven.

## Verzet tegen het verbod
In 1937 deed minister van Sociale Zaken Carl Romme juist een poging om het werken door gehuwde vrouwen geheel wettelijk te verbieden. Hij en andere christelijke politici gebruikten het argument van werkloosheidsbestrijding om vrouwen weer te krijgen waar ze volgens hen hoorden, namelijk thuis bij het aanrecht.  De werkeloosheid onder mannen was in de crisisjaren namelijk erg hoog. Dit leidde tot veel verzet, onder meer bij vrouwenorganisaties, verenigd in het in 1935 opgerichte Comité tot Verdediging van de Vrijheid van Arbeid voor de Vrouw. Vrouwen organiseerden zich in deze periode nog steeds, hoewel de eerste feministische golf was afgelopen. Maar ook progressieve liberalen, sociaaldemocraten en vrijzinnig-protestanten waren tegen het voorstel. Een groep katholieke vrouwen, De Sleutelbos tekende ook bezwaar aan.
Niettemin bleef de meerderheid in de Tweede Kamer en ook de kabinetten van mening dat het arbeidsverbod moest blijven. In 1948 stelde minister van Binnenlandse Zaken J.H. van Maarseveen op verzoek van de Tweede Kamer een commissie in die de situatie van gehuwde ambtenaressen (aantallen, gezinssamenstelling, kostwinnerschap e.d.) ging onderzoeken en advies ging uitbrengen. Het advies liet vier jaar op zich wachten, omdat de leden van de commissie, onder leiding van P.A.G. Ubink, het niet eens konden worden. Het uiteindelijke compromis van de commissie werd vervolgens voorgelegd aan de Centrale commissie voor georganiseerd overleg in ambtenarenzaken. Daar heersten grote bezwaren te bestaan tegen het compromis, met name bij de confessionele organisaties. Pas drie jaar later, op 13 september 1955, kwam het Kabinet-Drees II met een nog verder afgezwakte standpunt, precies op de datum dat het wetsontwerp Regeling kleuteronderwijs en opleiding van leidsters bij dat onderwijs op de agenda stond. In dat ontwerp stond niets over het ontslaan van huwende kleuterleidsters. Het verbod bleef gehandhaafd, maar er kwam een verruiming in de vorm van uitzonderingsbepalingen.

## Afschaffing
Na het drie dagen durende debat over de Regeling kleuteronderwijs en opleiding van leidsters bij dat onderwijs, waarbij duidelijk werd dat het toenmalige Kabinet Drees vóór handhaving van de ontslagbepaling was, kreeg Corry Tendeloo het woord tijdens een interpellatie. Zij schetste de gewijzigde maatschappelijke situatie van gehuwde vrouwen, hun wensen en ook de noodzaak betaald werk buitenshuis te verrichten. Vooral was zij van mening dat de staat zich niet moest bemoeien met de keus of een getrouwde vrouw aan het arbeidsproces wilde deelnemen. 
Louis Beel, minister van Binnenlandse Zaken, bleef achter het regeringsstandpunt staan en vroeg zich af of de combinatie werken en gezin wel verantwoord was, vanuit fysiek, psychisch en geestelijk oogpunt.
Daarop werd door Corry Tendeloo de naar haar vernoemde Motie-Tendeloo ingediend. Deze motie had als doel het ontslag van gehuwde vrouwen in overheidsdienst af te schaffen. De tekst van de motie was kort en  luidde als volgt: "De Kamer, gehoord de besprekingen over het KB van 13 september 1955, van oordeel, dat het hier niet op de weg van de Staat ligt de arbeid van de gehuwde vrouw te verbieden, nodigt de Regering uit de hiermee strijdende voorschriften te herzien."
De Motie-Tendeloo werd, mede door de pleidooien van PvdA-politicus Hilda Verwey Jonker, nipt aangenomen met 46 stemmen voor (waaronder die van alle vrouwelijke kamerleden) en 44 stemmen tegen.
De afschaffing werd pas een paar jaar later van kracht, namelijk op 1 januari 1958, hoewel het verbod in de praktijk al minder streng werd nageleefd, onder andere gedwongen door het gebrek aan arbeidskrachten.

## Wetenswaardigheden
Een jaar later dan de motie van Tendeloo, in 1956, werd ook de handelingsonbekwaamheid van de gehuwde vrouw opgeheven.
-